# آرام باش (فیلم ۱۹۹۷)
آرام باش (چینی ساده شده: 有话好好说؛ چینی سنتی: 有話好好說؛ پین‌یین: Yǒu Huà Hǎo Hǎo Shuō؛ به معنای تحت‌اللفظی «اگر چیزی برای گفتن دارید، آن را به خوبی بگویید») فیلمی چینی کمدی سیاه به کارگردانی ژانگ ییمو که در سال ۱۹۹۷ منتشر شد. فیلم از رمان و اخبار روزنامه و مجله شوپینگ اقتباس شده‌است.

## نقد
آرام باش عمدتاً در سبک از دیگر آثار ژانگ متفاوت است. اولین کمدی شهری ژانگ است و با استفاده از یک لپ تاپ، موسیقی متن راک و یک دوربین دستی رووینگ با کاهش چند پرش برای احساس پکن معاصر است. زاویه دوربین همیشه بی نظیر، هرج و مرج شهر را بیان می‌کند و همچنین احتمال دارد که هر چیزی اتفاق بیفتد.

## بازیگران
- جیانگ ون به عنوان ژائو Xiaoshuai (赵小帅); Jiang Wen
- Li Baotian به عنوان ژانگ Qiusheng (张秋生) یا لائوس Zhang; Li Baotian
- گه یو به عنوان پلیس Ge
- ملکه یانگ به عنوان یک هنگ (安红);
- ژائو بنشن به عنوان آشغال Peddlar شماره ۳
- لیو خینیی (刘信义) به عنوان لیو Delong (刘德龙)